# Sayed Redha Isa
Sayed Redha Isa (en árabe: سيد رضا عيسى حسن‎; Baréin, 7 de agosto de 1994) es un futbolista de Baréin que juega en la posición de centrocampista. Desde 2018 juega en el Riffa SC de la Liga Premier de Baréin.

## Carrera

### Club
| Periodo   | Club         |
| --------- | ------------ |
| 2015-2018 | Malkiya Club |
| 2018–     | Riffa SC     |

### Selección nacional
Isa debutó con Baréin en 2016 y tres años después fue convocado para la Copa Asiática 2019 en los Emiratos Árabes Unidos. También jugó en la Copa de Naciones del Golfo de 2023.
Su primer gol internacional lo anotó el 27 de marzo de 2018 en la victoria por 4-0 ante Turkmenistán en Riffa por la Clasificación para la Copa Asiática 2019.

## Logros
- Liga Premier de Baréin (4): 2017, 2019, 2021, 2022
- Copa del Rey de Baréin (2): 2019, 2021
- Supercopa de Baréin (2): 2019, 2021